# Nagelhaie
Die Nagelhaie (Echinorhinus) (Griechisch, echinos = Seeigel, rhinos = Nase) oder Alligatorhaie ist die einzige Gattung der Familie Echinorhinidae. Sie sind nahe mit den Dornhaien (Squalidae) verwandt. Es gibt zwei rezente Arten, Echinorhinus brucus und Echinorhinus cookei.

## Aussehen
Die Tiere haben eine typische torpedoförmige Haigestalt. Ihre Schnauze ist stumpf und breit. Die beiden kleinen, stachellosen Rückenflossen sitzen nah zusammen weit hinten kurz vor der Schwanzflosse. Sie haben keine Afterflosse. Die Haut ist von rauen Hautzähnen bedeckt.

## Ernährung
Nagelhaie haben ein breites Beutespektrum, das sowohl Fische, wie andere kleinere Haie, Dorschartige, Plattfische, Heringsartige, Skorpionfische als auch Krebstiere, Kraken und Kalmare umfasst. Die Beute wird durch plötzliches Öffnen des Maules eingesaugt (Saugschnappen).

## Verbreitung

Verbreitung der beiden Echinorhinus-Arten, rot E. brucus, blau E. cookei

Der bis 3,10 Meter lange Echinorhinus brucus lebt im westlichen Atlantik von Massachusetts bis Argentinien, im östlichen Atlantik von der Nordsee bis Südafrika, sowie im Mittelmeer, im westlichen Indischen Ozean von Südafrika bis Indien und im westlichen Pazifik von Südaustralien und Neuseeland bis Japan. Der vier Meter lang werdende Echinorhinus cookei lebt im westlichen Pazifik von Australien und Neuseeland bis Japan, bei Hawaii und im östlichen Pazifik vom Golf von Kalifornien bis Chile. Beide Arten bewohnen den Kontinentalschelf und die Schelfgebiete von Inseln in Bodennähe in Tiefen von 10 bis 900 Meter.
Nagelhaie sind lebendgebärend (ovovivipar). Echinorhinus brucus wird in Südafrika geangelt.

## Fossile Nagelhaie
Funde fossiler Nagelhaie der Gattung Echinorhinus sind relativ selten. Beschrieben wurden bisher folgende Arten:
- Echinorhinus blakei Agassiz, 1856
- Echinorhinus caspius Glückman, 1964
- Echinorhinus kelleyi Pfeil, 1983[1]
- Echinorhinus pfauntschi Pfeil, 1983[1]
- Echinorhinus pollerspoecki Pfeil, 1983[1]
- Echinorhinus pozzii Ameghino, 1906[2]
- Echinorhinus priscus Arambourg, 1952
- Echinorhinus richiardii Lawley, 1876[3]
- Echinorhinus schoenfeldi Pfeil, 1983[1]

Paraechinorhinus und Pseudoechinorhinus sind verwandte, jedoch bereits ausgestorbene Gattungen.